# 福田みどり
福田 みどり（ふくだ みどり、1929年（昭和4年） - 2014年（平成26年）11月12日）は、作家司馬遼太郎夫人で、司馬没後は、司馬遼太郎記念財団理事長に就いた。実弟は同財団理事長を引き継いだ上村洋行。大阪府出身。旧姓・松見。

## 人物
- 大阪樟蔭女子専門学校（現・大阪樟蔭女子大学）卒業後、1949年（昭和24年）産経新聞社に入社し、まず「こども大阪」（タブロイド判、週刊、後に廃刊）を担当、後に文化部に移動。婦人欄担当記者として活躍した（最初は料理記事を担当）。
- 1959年（昭和34年）に同じ産経新聞社の記者だった福田定一（後の作家司馬遼太郎、翌1960年（昭和35年）に直木賞を受賞）と結婚する。
- 1964年（昭和39年）に同社を退社後は、夫を終生支え続けた。
- 1996年（平成8年）2月の司馬の死去をうけ、同年11月1日に司馬遼太郎記念財団を創設。
- 2014年（平成26年）11月12日、心不全のため死去[1]。85歳没。

## 著書
- 『司馬さんは夢の中 （1・2・3）』[2]（中央公論新社、2004年（平成16年）- 2007年（平成19年））
中公文庫で再刊（2008-2012年）

## ドキュメンタリー
- 「妻が語る思い出の作家たち 司馬遼太郎〜22歳の自分への手紙〜」（1997年、NHK）[3]